# Inhibitory pompy protonowej
Inhibitory pompy protonowej (IPP) – grupa substancji używanych m.in. jako leki stosowane w terapii schorzeń górnego odcinka przewodu pokarmowego, głównie w zapobieganiu i leczeniu choroby wrzodowej żołądka i dwunastnicy. Działanie inhibitorów pompy protonowej polega na zahamowaniu wytwarzania kwasu solnego
przez pompę protonową znajdującą się w komórkach okładzinowych błony śluzowej żołądka. Z chemicznego punktu widzenia są one słabymi zasadami, pochodnymi sulfinylobenzimidazolu. Są silniejsze od innych leków stosowanych w celu hamowania wydzielania kwasu żołądkowego. Rzadko wywołują działania uboczne, najczęściej pod postacią zaburzeń żołądkowo-jelitowych. Mogą wchodzić w interakcje z lekami, które ulegają metabolizmowi przy udziale cytochromu P450.
Poza medycyną inhibitory pompy protonowej są stosowane m.in. w badaniach aktywności komórek. Substancjami takimi są m.in. makrolidy bafilomycyna i konkanamycyna.
Należą do leków najczęściej przepisywanych w podstawowej opiece zdrowotnej.

## Historia
Jako pierwszy lek z tej grupy został wprowadzony do leczenia w Stanach Zjednoczonych omeprazol. Miało to miejsce w 1988. Następne w kolejności były tzw. IPP o opóźnionym uwalnianiu – lanzoprazol w 1995, rabeprazol w 1999, pantoprazol w 2000 i esomeprazol w 2001. W 2004 wprowadzono na rynek preparat o natychmiastowym uwalnianiu, było to połączenie omeprazolu z wodorowęglanem sodu.

## Mechanizm działania
Leki z tej grupy hamują enzym – ATP-azę zależną od jonu potasowego i wodorowego (H+/K+-ATP-aza) obecny w komórkach okładzinowych żołądka, niezbędny do produkcji kwasu solnego. Enzym ten nazywany jest pompą protonową, z uwagi na fakt, że jego rolą jest transport jonów wodorowych H+ do światła żołądka. W efekcie zmniejszają wydzielanie kwasu żołądkowego i podwyższają pH w żołądku.
Inaktywują je jony wodorowe, dlatego w lecznictwie stosuje się preparaty dojelitowe. Po wchłonięciu w jelicie łączą się z białkami osocza, a następnie z błonami komórkowymi (są lipofilne), również komórek okładzinowych. W kwaśnym środowisku komórek okładzinowych tworzą substancję czynną, która jest zdolna do wiązania z grupą -SH cysteiny wchodzącej w skład podjednostki alfa ATP-azy (cysteina w pozycji 813 i 892, a w przypadku pantoprazolu również 822).
Leki te blokują ATP-azę nieodwracalnie. Wznowienie wytwarzania kwasu solnego przez zablokowane komórki może nastąpić dopiero po wytworzeniu nowych enzymów. Następuje to po około 24 godzinach (dla omeprazolu; 18 godzin dla lanzoprazolu; 47 godzin dla pantoprazolu). Pełna aktywność komórek okładzinowych powraca po około 2–5 dniach po odstawieniu leku. Hamują wydzielanie kwasu zarówno stymulowane posiłkiem jak i podstawowe.
Inhibitory pompy protonowej są najsilniejszymi blokerami wydzielania kwasu żołądkowego z dostępnych w lecznictwie.
Wzrost pH soku żołądkowego stymuluje komórki G do wydzielania gastryny, co może prowadzić do zwiększonej proliferacji śluzówki przewodu pokarmowego.

## Wskazania
- choroba wrzodowa żołądka i dwunastnicy
- zapobieganie nawrotom choroby wrzodowej
- stany zapalne przełyku spowodowane refluksem żołądkowo-przełykowym
- zespół Zollingera-Ellisona
- leczenie i profilaktyka uszkodzeń błony śluzowej górnego odcinka przewodu pokarmowego w następstwie przewlekłego stosowania niesteroidowych leków przeciwzapalnych
- w skojarzeniu z lekami przeciwbakteryjnymi do eradykacji Helicobacter pylori

## Leki
Na rynku pod koniec 2009 było obecnych 5 leków z grupy inhibitorów pompy protonowej – omeprazol, pantoprazol, esomeprazol, lanzoprazol i rabeprazol. W trakcie badań pozostaje tenatoprazol – pochodna imidazopirydynowa o długim okresie półtrwania (7 godzin), zapewniająca stałą blokadę wydzielania kwasu solnego. Innym lekiem obecnie testowanym jest ilaprazol (IY-81 149).
|             |             |                         |                           |            |              |
| Esomeprazol | Lanzoprazol | Omeprazol (enancjomery) | Pantoprazol (enancjomery) | Rabeprazol | Tenatoprazol |

## Farmakokinetyka
| Lek | Dostępność biologiczna               | Wiązanie z białkami osocza | Tmax            | T1/2           | Metabolizm | Wydalanie                                                          |
| --- | ------------------------------------ | -------------------------- | --------------- | -------------- | ---------- | ------------------------------------------------------------------ |
| Omeprazol | 35%1                                 | 95%                        | 0,5–3,5 godzin  | 0,5–1,5 godzin | wątroba    | 80% – nerki (metabolity) 20% – żółć                                |
| Lanzoprazol | 80–90%2                              | 95–97%                     | 1,7 godziny     | 1–2 godzin     | wątroba    | 15–50% – nerki (metabolity) 50–85% – żółć                          |
| Pantoprazol | 77%3                                 | 98%                        | 2,5 godziny     | 1 godzina      | wątroba    | 80% – nerki (metabolity) 20% – żółć                                |
| Rabeprazol | 52%3                                 | 96%                        | 2–5 godzin      | 1–2 godziny    | wątroba    | 90% – nerki (metabolity – tioeter, sulfon) 10% – przewód pokarmowy |
| Esomeprazol | 50% (dawka 20 mg) 64% (dawka 40 mg)4 | 97%                        | 1–2 godziny     | 1,3 godziny    | wątroba    | 80% – nerki (metabolity) 20% – przewód pokarmowy                   |
| Omeprazol o natychmiastowym uwalnianiu | 30–40%                               | 95%                        | 0,5–1,5 godziny | 0,4–3,2 godzin |            |                                                                    |
| 1 – po wielokrotnym podaniu dostępność biologiczna wzrasta do 60% 2 – pokarm zmniejsza dostępność lanzoprazolu o 25–50% 3 – pokarm nie wpływa na dostępność biologiczną; może opóźnić wystąpienie działania 4 – po wielokrotnym podaniu dostępność biologiczna wzrasta do odpowiednio 68% i 89% |                                      |                            |                 |                |            |                                                                    |

Stosowanie IPP razem z pokarmami może obniżać ich dostępność biologiczną, szczególnie w przypadku omeprazolu, lanzoprazolu i esomeprazolu. Upośledzony transport przez żołądek, np. spowodowany zwężeniem odźwiernika czy gastropatią w przebiegu cukrzycy, może również zmniejszać dostępność. Podobnie działa refluks żółciowy u chorych po resekcji żołądka. Dostępność biologiczna leku podanego dożylnie jest większa niż po podaniu doustnym. Największą dostępnością charakteryzują się lanzoprazol i pantoprazol.
pKa leków z tej grupy wynosi około 3,9–5,0. Kumulują się one w miejscach o szczególnie dużej kwasowości, głównie w kanalikach wydzielniczych komórek okładzinowych. Tam są przekształcane do aktywnych metabolitów (formy sulfenamidowe).
Wszystkie leki z tej grupy są metabolizowane przez wątrobę, głównie przez układ cytochromu P450 (CYP2C19 biorący udział w metabolizmie omeprazolu, esomeprazolu, w 50% lanzoprazolu i 15–20% rabeprazolu oraz CYP3A4). Jednoczesne stosowanie innych leków mających wpływ na ten enzym może prowadzić do modyfikacji skuteczności ich działania. Pantoprazol ma mniejsze powinowactwo do układu cytochromu P450. Jest metabolizowany głównie przez transferazę siarczanową niezwiązaną z układem CYP.
U osób z niewydolnością wątroby lub nerek nie ma konieczności modyfikacji dawki.
Okres półtrwania wynosi około 1–1,5 godzin; działanie pojedynczej dawki utrzymuje się przez około 2–3 dni.

## Działania niepożądane
Leki z grupy IPP są zazwyczaj dobrze tolerowane. Stosunkowo częstymi działaniami niepożądanymi są dolegliwości żołądkowo-jelitowe pod postacią nudności, biegunek, zaparć, wzdęć czy bólów brzucha. Mogą również występować bóle i zawroty głowy, parestezje, zaburzenia snu czy równowagi, uczucie zmęczenia, złe samopoczucie, zmiany skórne (osutka, świąd, pokrzywka), zwiększona aktywność transaminaz.
W pojedynczych przypadkach donoszono o działaniach niepożądanych takich jak przemijające splątanie, pobudzenie, agresja, halucynacje, depresja, suchość błon śluzowych, zapalenie jamy ustnej, czarne zabarwienie języka, drożdżyca przewodu pokarmowego, nadwrażliwość na światło, zapalenie skóry, rumień wielopostaciowy, martwicę toksyczną rozpływną naskórka, wypadanie włosów, bóle stawowe i mięśniowe, osłabienie siły mięśniowej, niewydolność wątroby i jej zapalenie, możliwość rozwoju encefalopatii u osób ze współistniejącą niewydolnością wątroby, zapalenia trzustki, zwiększenie stężenia cholesterolu i trójglicerydów, ginekomastia, zaburzenia hematologiczne (leukopenia, małopłytkowość, agranulocytoza, pancytopenia, eozynofilia), skurcz oskrzeli, śródmiąższowe zapalenie nerek, obrzęk naczynioruchowy, gorączka, wstrząs anafilaktyczny, zaburzenia widzenia (opisywano nieodwracalne zaburzenia widzenia u ciężko chorych pacjentów po podaniu dożylnym dużych dawek omeprazolu), obrzęki, nadmierna potliwość, zaburzenia smaku, jadłowstręt, hiponatremia, ból w klatce piersiowej, impotencja. Związek powyższych działań niepożądanych ze stosowaniem leków z grupy IPP jest jednak niepewny.
W perspektywie długoterminowej stosowanie IPP może wiązać się z rozwojem zanikowego zapalenia błony śluzowej żołądka, zwłaszcza przy współistnieniu infekcji Helicobacter pylori. W związku z przewlekłą hipergastrynemią może dochodzić do zmian troficznych w błonie śluzowej jelita. Wtórne do hipochlorhydrii upośledzenie żołądkowej bariery przeciwbakteryjnej może skutkować zwiększoną częstością zapaleń płuc, zapaleń jelita grubego czy infekcji Clostridium difficile lub szczepami Salmonella i Campylobacter. Istnieje także zwiększone ryzyko złamania bliższego odcinka kości udowej u starszych osób na skutek zmniejszenia gęstości kości.
Bardzo rzadko dochodzi do przedawkowania. Obserwowano wtedy objawy żołądkowo-jelitowe i osłabienie. Leczenie jest objawowe, nie ma swoistego antidotum. Hemodializa nie przyspiesza eliminacji leku z organizmu.
Stosowanie leków z grupy IPP nie wiąże się ze zwiększonym ryzykiem raka żołądka czy raka jelita grubego (jako ewentualny skutek przewlekłej hipergastrynemii). Nie zaobserwowano również zaburzeń wchłaniania żelaza i innych pierwiastków śladowych podczas stosowania IPP, natomiast u chorych z zespołem Zollingera-Elisona może dochodzić do utrudnionego wchłaniania witaminy B12.

## Interakcje
Leki z tej grupy mogą modyfikować działanie innych preparatów głównie z powodu wpływu na ich metabolizm (poprzez unieczynnianie enzymów z grupy cytochromu P450) oraz zmianę ich wchłaniania (zmiana pH soku żołądkowego). Lekiem najbardziej powodującym interakcję jest omeprazol, a stosunkowo najmniej wywołuje ich pantoprazol (nie stwierdzono interakcji pantoprazolu z lekami metabolizowanymi przez cytochrom P450).
Zwiększenie stężenia w surowicy leków metabolizowanych przez CYP2C19 dotyczy zwłaszcza diazepamu, fenytoiny, karbamazepiny, digoksyny, citalopramu, imipraminy czy klomipraminy. Stosowanie lanzoprazolu czy omeprazolu może zwiększać średnią ekspozycję na takrolimus. Konieczne może być zmniejszenie dawek lub monitorowanie stężenia leków w surowicy.
Istnieją doniesienia o możliwości zwiększenia stężenia nifedypiny czy związanej z białkiem witaminy B12 przy jednoczesnym stosowaniu omeprazolu. Związek ten nie ma jednak prawdopodobnie znaczenie klinicznego. Możliwe są również interakcje omeprazolu z disulfiramem czy metotreksatem.
Wchłanianie niektórych leków przeciwbakteryjnych może uleć zwiększeniu na skutek podwyższenia pH soku żołądkowego. Z analogicznego powodu ketokonazol czy itrakonazol gorzej się wchłaniają – potrzebują kwaśnego środowiska. Lanzoprazol może powodować zmniejszenie stężenia teofiliny w surowicy. IPP nie należy jednocześnie stosować z atanazawirem.
U chorych przyjmujących doustne leki przeciwkrzepliwe będące pochodnymi kumaryny (warfaryna, fenprokumon) istnieje zwiększone ryzyko krwawienia.
Skuteczność działania IPP może zmniejszyć jednoczesne stosowanie antagonistów receptora H2, a także innych leków stosowanych w celu zahamowania wydzielania kwasu. Klarytromycyna, a także inne leki hamujące metabolizm zależny od CYP3A4, mogą zwiększać stężenie IPP. Natomiast leki indukujące CYP2C19 czy CYP3A4, na przykład ryfampicyna lub środki zawierające ziele dziurawca zwyczajnego, mogą zmniejszać stężenie lanzoprazolu. Cisapryd może wydłużać czas półtrwania esomeprazolu.

### Leki przeciwpłytkowe
Przyjmowanie leków przeciwpłytkowych wiąże się ze zwiększonym ryzykiem krwawienia z przewodu pokarmowego; ryzyko to zwiększa się około 7-krotnie przy jednoczesnym stosowaniu klopidogrelu oraz kwasu acetylosalicylowego (ASA) w stosunku do samego ASA. Jednoczesne podawanie IPP istotnie zmniejsza ryzyko tych powikłań. Są to leki często przepisywane u osób po ostrym zespole wieńcowym, u których istnieje konieczność przyjmowania leków przeciwpłytkowych.
Z uwagi na powinowactwo leków przeciwpłytkowych oraz IPP do tych samych enzymów z grupy cytochromu P450 (głównie CYP2C19) może istnieć zwiększone ryzyko interakcji pomiędzy tymi lekami mogące prowadzić do niepożądanego skutku klinicznego.
Niektóre badania sugerują zmniejszenie efektu działania klopidogrelu (monitorowane poprzez oznaczenie fosforylowanego białka VASP w płytkach krwi, które jest miarą reaktywności płytek (PRI) – im większy PRI, tym istnieje większe ryzyko zakrzepicy) przy skojarzeniu z IPP. W innych badaniach obserwowano zwiększone ryzyko zgonu lub ponownej hospitalizacji z powodu zawału mięśnia sercowego. Podważa się metodologię tych badań (m.in. nieuwzględnienie czynników zakłócających ów związek przyczynowo-skutkowy).
Z uwagi na odmienny metabolizm, pantoprazol (niezwiązany z układem CYP) może być lekiem z grupy IPP o możliwie najmniejszych efektach niepożądanych. W niektórych badaniach stwierdzono, że jego stosowanie nie wiąże się ze zwiększonym ryzykiem zgonu lub zawału mięśnia sercowego, natomiast samo rokowanie nie ulega zmianie (w stosunku do pacjentów przyjmujących inne leki z grupy IPP). W innych badaniach obserwacyjnych nie stwierdzono różnicy pomiędzy pantoprazolem a innymi IPP.
W wytycznych American College of Cardiology Foundation (ACCF), American Heart Association (AHA) i American College of Gastroenterology (ACG) z 2008 zaleca się stosowanie IPP u pacjentów przyjmujących podwójną terapię przeciwpłytkową (klopidogrel i ASA) w prewencji krwawienia z przewodu pokarmowego. W Polsce grupa robocza złożona z konsultantów krajowych z dziedziny chorób wewnętrznych, kardiologii i gastroenterologii opracowała nieco bardziej restrykcyjne zalecenie, ograniczające stosowanie IPP u tych pacjentów do pantoprazolu i esomeprazolu. Amerykańska Agencja Żywności i Leków w stanowisku ze stycznia 2009 stwierdza, że nie ma konieczności zmiany dotychczasowego postępowania terapeutycznego, przynajmniej do czasu poznania wyników większej ilości badań.

## Dawkowanie

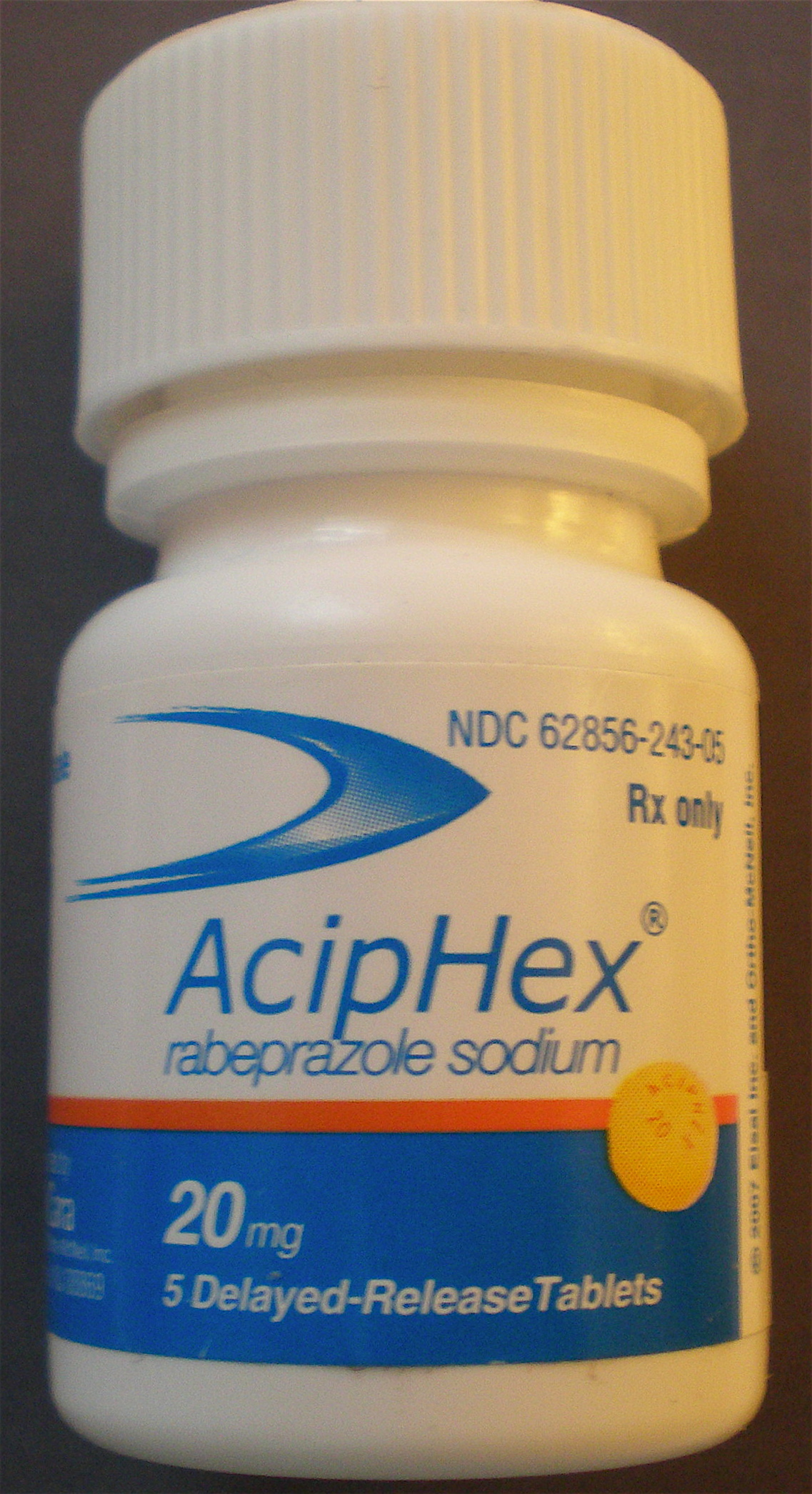
Preparat rabeprazolu

Leki z tej grupy podaje się zwykle rano przed śniadaniem. Jest to związane z tym, że po długotrwałym głodzeniu ilość H+/K+-ATP-azy jest największa. Umożliwia to najskuteczniejsze jej zablokowanie. W przypadku osób zażywających preparat dwa razy dziennie druga dawka powinna być podawana przed wieczornym posiłkiem.
Leków nie stosuje się w celu szybkiego przerwania uciążliwych dolegliwości żołądkowych. Do pełnego efektu ich działania dochodzi po około 5 dniach, wydzielanie kwasu jest wtedy zmniejszone o 2/3. Początkowe przyjmowanie preparatu dwa razy dziennie może prowadzić do szybszego efektu.
IPP wiążą się z enzymem w sposób nieodwracalny, w związku z czym do zahamowania ich działania może dojść jedynie po wytworzeniu nowych cząsteczek H+/K+-ATP-azy, co ma miejsce do 48 godzin od zaprzestania stosowania leków.
U chorych z objawami refluksu w godzinach wieczornych do leczenia można dołączyć w tym okresie preparaty antagonistów receptora H2, choć może to obniżyć skuteczność działania IPP.
IPP są najczęściej dostępne w formie tabletek lub kapsułek dojelitowych. Zostają wchłonięte dopiero w początkowych odcinku jelita cienkiego, co chroni je przed szkodliwym działaniem kwasu żołądkowego. Niskie pH soku żołądkowego może doprowadzić do unieczynnienia leku. W przypadku preparatu omeprazolu o natychmiastowym uwalnianiu jest on wchłaniany bezpośrednio w żołądku dzięki obecności wodorowęglanu sodu, który neutralizuje kwas.
Chorzy niemogący przyjąć leku w postaci tabletki czy kapsułki mogą skorzystać z postaci rozpuszczalnej tabletki (preparat lanzoprazolu niedostępny w Polsce) lub dożylnej (w Stanach Zjednoczonych dostępne preparaty esomeprazolu, lanzoprazolu i pantoprazolu).
U osób z niewydolnością wątroby lub nerek nie ma konieczności modyfikacji dawki.